# Tipuana tipu
Tipuana tipu, conocido también como tipa, tipa blanca, tipuana, es la única especie aceptada del género Tipuana, árbol de la familia  de las Fabaceae,  originaria de Argentina y Bolivia.

## Descripción
Es un árbol de rápido crecimiento, corpulento. Alcanza 10-25 m de altura en cultivo, a veces hasta 30 m, con una copa densa, amplia y extendida, de entre 15 y 20 m de ancho, con el tronco cilíndrico con la corteza agrietada de color gris oscuro, con la copa muy aparasolada y muy ramificada con ramas que se extienden en quebrados segmentos rectilíneos. Hojas compuestas, de 4 dm de largo, imparipinnada, de color verde claro con 11 a 29 foliolos oblongos. Las flores son amarillentas, agrupadas en inflorescencia. Fruto legumbre alada (tipo sámara), de 4-7 cm de longitud, indehiscente, con 1 sola semilla en su interior.

## Cultivo
En las zonas urbanas es frecuente en calles anchas, avenidas, paseos y también en jardines por su magnífica floración amarilla y su muy buena sombra.
Se acomoda a todos los suelos, siempre que sean sanos. Resiste la caliza. Admite bastante bien la poda. Hay que formarle la cruz bastante alta para evitar que sus largas ramas cuelguen hasta el suelo.

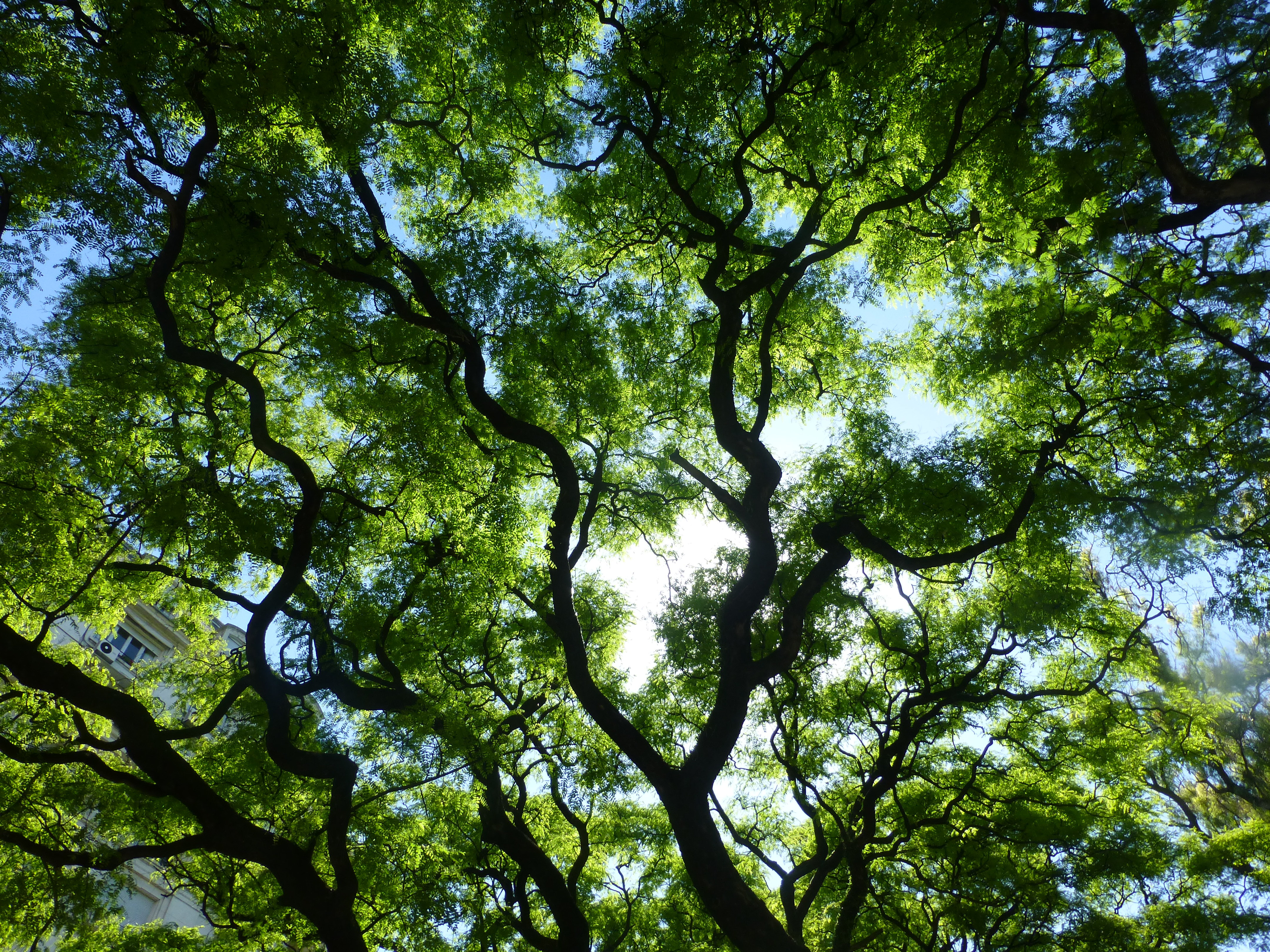
Follaje de tipas en la Plaza San Martín de Buenos Aires.

Sus raíces son robustas y extensas, por lo que no se aconseja su plantación cerca de edificaciones. Es un árbol semicaducifolio que resiste la sequía sin perder las hojas. Florece en el sur de América en diciembre y enero (julio-agosto en el hemisferio norte). Es afectado, en su zona de origen y ciertas épocas del año, por poblaciones del parásito Cephisus siccifolius (chicharrita de la espuma) el cual, en su estado de ninfa, succiona la savia y excreta un líquido azucarado conocido vulgarmente como "llanto de las tipas".

## Historia

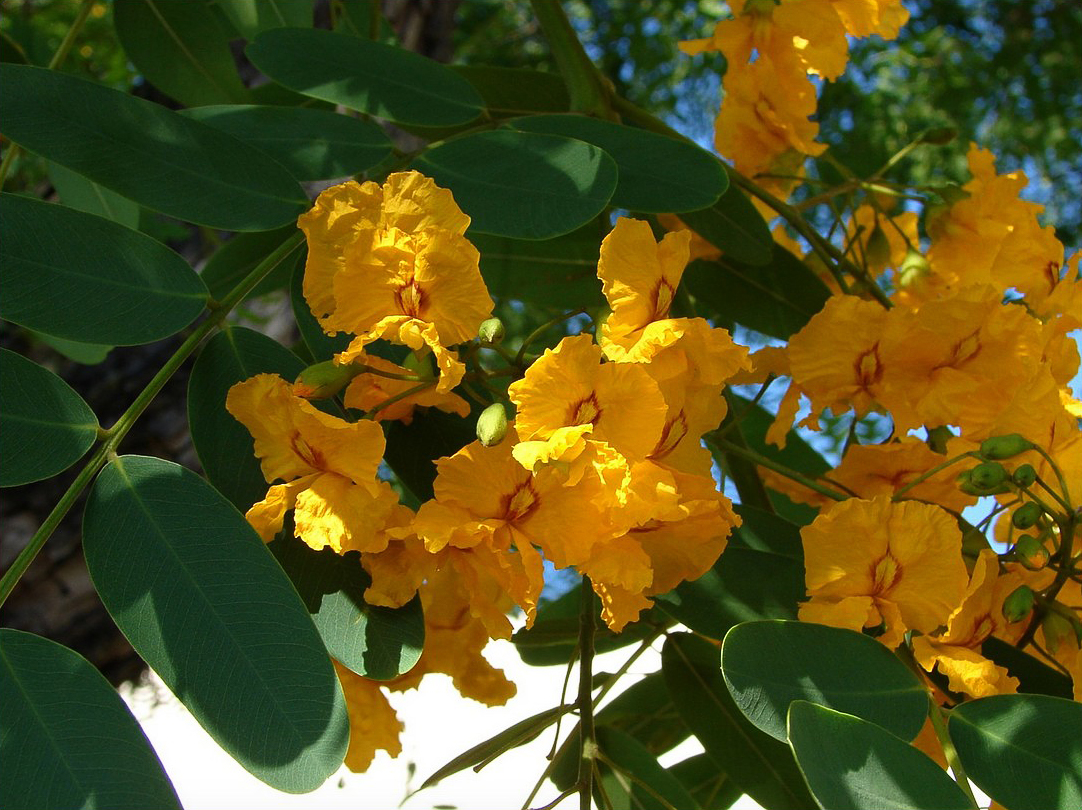
Flor.

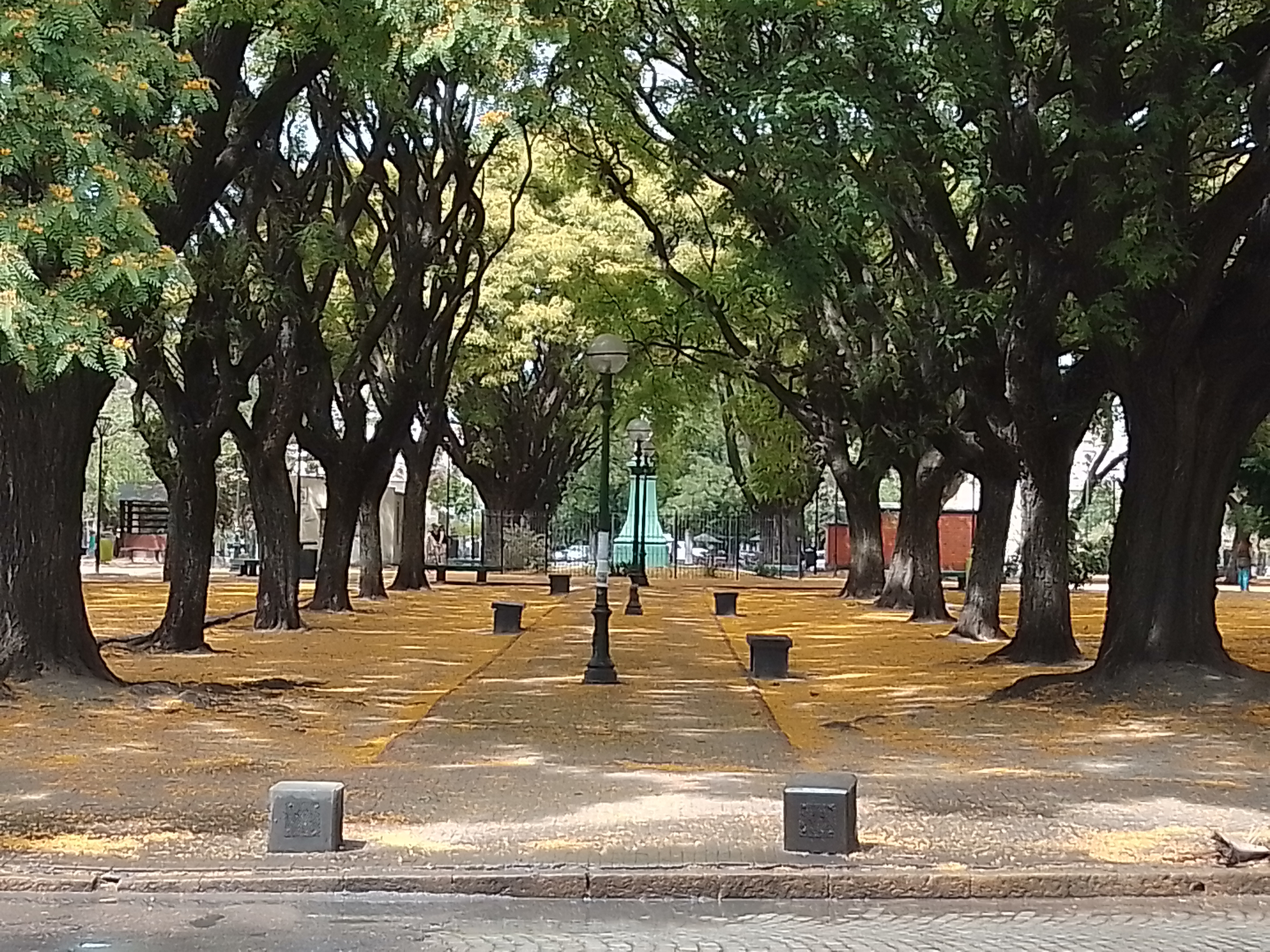
Suelo cubierto de flores de tipas en Plaza Matheu, La Plata.

En la Argentina a fines del siglo XIX e inicios de siglo XX,  Carlos Thays difundió el uso de este árbol para el adorno de los parques, paseos, avenidas y bulevares de las principales ciudades.
El destacado paisajista argentino Benito Javier Carrasco, en su "Fitografía de varios árboles indígenas cultivados en el Jardín Botánico Municipal" (tesis del año 1900 que presentó para optar al título de ingeniero agrónomo, apadrinada por Carlos Thays) afirmaba que su madera se empleaba para la fabricación de muebles, puertas, escaleras, etc, y le asignaba la propiedad de ser de fácil labor y color claro. Agregaba que era resistente a la langosta Schistocerca cancellata) ya que esta no comía sus hojas, a pesar de que estas, "en las épocas de seca, las come el ganado". También sostenía que cuando Thays se había hecho cargo de la Dirección de Paseos de Buenos Aires, solo había un árbol de tipa en una plaza y dos en el Hospital San Roque, y que había sido Thays quien la difundió dentro del país y en el extranjero.
En Rosario (Argentina) hay una tipa que vive en medio de la calle y fue declarada "Patrimonio Forestal". Este ejemplar tiene más de cien años. Se encuentra en esa inusual ubicación porque originalmente estaba en el patio de una vivienda, pero cuando se cerró la cercana vía del tren, se abrió la calle Iriondo (en donde está, a la altura del n.º 2500) y los vecinos solicitaron a la municipalidad que no se quite el árbol.